# Яресько Катерина Вікторівна
Катери́на Ві́кторівна Яре́сько — українська волонтерка, громадський журналіст, активістка ГО «Автомайдан-Харків», завідувач кафедри управління соціальними комунікаціями Харківського національного економічного університету імені Семена Кузнеця, кандидат педагогічних наук, а також блогерка. Співпрацює з проєктом «ІнформНапалм» та центром «Миротворець».

## Біографія
Катерина Яресько народилася 1 квітня 1967 року у місті Харків.
Здобула вищу освіту в Харківському державному педагогічному університеті імені Г. Сковороди. У 1999 році Катерина Яресько захистила ступінь кандидата педагогічних наук. Викладає дисципліни «Вступ до фаху», «Вступ до медіакомунікацій», «Теоретичні основи управління комунікаційними процесами» у Харківському національному економічному університеті імені Семена Кузенця.
У 2013 році під час Євромайдану вступила до лав громадської організації «Автомайдан-Харків».[джерело?]
У квітні 2014 року, коли розпочалася активна фаза військових дій РФ проти України, Катерина Яресько розпочала волонтерську діяльність на Сході України. У інтерв'ю виданню Gazeta.ua Яресько розповіла, що спочатку допомагали військовим ЗСУ продуктами, теплими речами, потім ремонтували техніку. Згодом допомагала 1-му батальйону оперативного призначення НГУ імені Кульчицького та батальйону «Правого сектора». Також Катерина вказувала, що допомагала мешканцям Донбасу, зокрема відомо, що вона вивезла з Дебальцевого 40 біженців.
В той самий час Яресько почала співпрацювати із волонтерським проєктом «ІнформНапалм» та центром «Миротворець», де вона викладає OSINT-розслідування протиправних дій окупантів у Криму та на Донбасі. Розслідування публікуються в багатьох виданнях та на вебсайтах.
23 червня 2015 року взяла участь у проєкті «Відкриті інтерв'ю».
Займається дослідженням нелегальної судноплавної діяльності в акваторії Чорного моря, часто виступає у ЗМІ як експерт по незаконному вивозу українського зерна Росією. У липні 2024 року отримала подяку від прокурора АРК Ігоря Поночового за розслідування, яке призвело до арешту судна, що брало участь у такій незаконній діяльності.

## Нагороди
- Медаль «За працю і звитягу» згідно з Указом Президента України «Про відзначення державними нагородами України з нагоди Міжнародного дня волонтера» № 914/2014 за «громадянську мужність, вагомий особистий внесок у розвиток волонтерського руху, зміцнення обороноздатності та безпеки Української держави»[11][12][13]